# William Henry Bramble
William Henry Bramble (né le 8 octobre 1901 et mort le 17 octobre 1988) est un dirigeant syndical et un homme politique de Montserrat, il en a été le premier ministre en chef de janvier 1960 à décembre 1970.

## Biographie
William Bramble est né dans une famille pauvre de son île le 8 octobre 1901. Il ne peut achever ses études primaires et doit aider ses parents à travailler sur leur ferme. Dans les années 1920, il devient un membre actif de l'Église adventiste du septième jour, il gagne alors sa vie en colportant des livres religieux aussi bien à Montserrat qu'en Dominique. Il se marie en 1930 et, pour faire vivre sa nombreuse famille, il achète un petit bateau pour vendre des marchandises dans les Îles du Vent d'Anguilla à la Dominique. C'est au cours de ses voyages qu'il apprend à connaître le mouvement syndicaliste qui se développait dans les autres îles de la région.
En 1951, William Bramble rejoint le Montserrat Trade and Labour Union (MTLU) dont il devient rapidement la figure la plus éminente. L'année suivante, le suffrage universel est introduit à Montserrat et Bramble organise alors le Parti travailliste de Montserrat (MLT) qui remporte les élections législatives en gagnant les cinq sièges mis en jeu. Le MLT remporte les élections de 1955 et de 1958. En 1958, William Bramble est aussi élu comme représentant de Montserrat au parlement de la Fédération des Indes occidentales. Il s'est cependant toujours opposé à la mise en place d'une structure fédérale dans les Antilles britanniques, préférant partager le pouvoir avec le gouvernement britannique pour acquérir peu à peu davantage d'autonomie.
En 1960, un changement constitutionnel institue un système ministériel à Montserrat et William Bramble devient le premier Ministre en chef de Montserrat. Il développe alors le système d'éducation mais aussi l'économie et le système social. Il met en place un plan de développement en trois parties : développement de l'agriculture, notamment des fruits et légumes, à destination des autres îles ; développement d'un tourisme de résidences secondaires ; développement d'un secteur bancaire pour les non-résidents privilégiant des accords particuliers avec le Royaume-Uni, les États-Unis ou le Canada. Il remporte les élections de 1961 et de 1966. Alors que beaucoup de colonies britanniques se tournent de plus en plus vers le statut d’État associé, Bramble cherche au contraire a conserver le statut de son île, car il doute de la possibilité d'une aussi petite île que Montserrat à vivre sans le soutien du Royaume-Uni.
En novembre 1970, un conflit éclate entre William Henry Bramble et son ministre de la Santé, son fils Percival Austin Bramble. Le second reproche au premier le nombre grandissant de maisons vides sur l'île, alors que les habitants n'ont pas les moyens de se loger. Percival Austin Bramble est révoqué et son père convoque des élections pour décembre 1970. À la tête d'un nouveau parti, le Parti démocratique progressif, Percival Austin Bramble remporte les élections avec sept élus sur sept.
Après la lourde défaite de son parti, William Bramble abandonne la vie politique. Il meurt en 1988 et l'aéroport de Montserrat est rebaptisé aéroport W. H. Bramble en son honneur.